# Posłowie do Parlamentu Europejskiego I kadencji

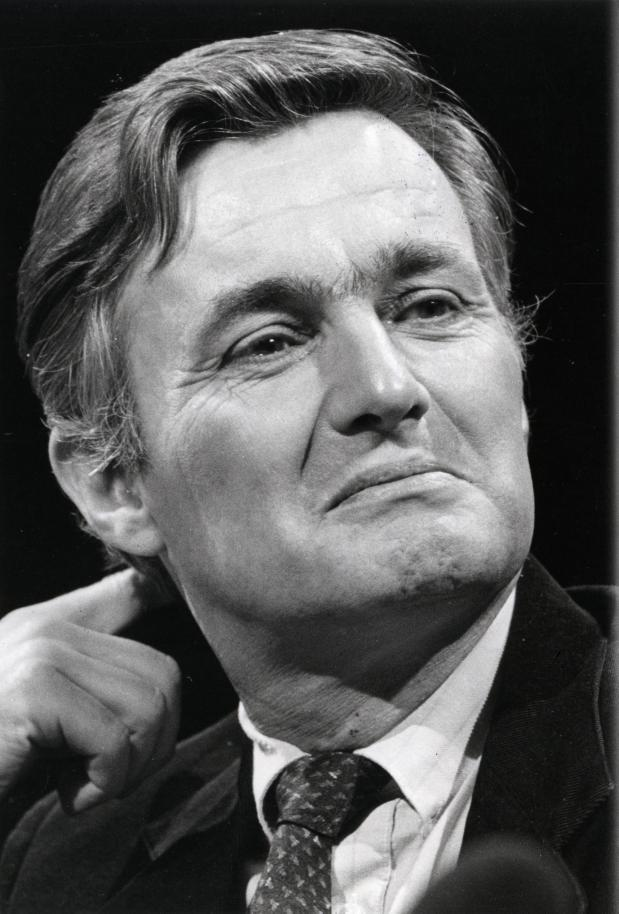
Piet Dankert – przewodniczący PE I kadencji od 19 stycznia 1982 do 24 lipca 1984

Posłowie I kadencji do Parlamentu Europejskiego zostali wybrani w wyborach przeprowadzonych w 9 państwach członkowskich Unii Europejskiej pomiędzy 7 a 10 czerwca 1979. Kadencja rozpoczęła się 7 lipca 1979 i zakończyła się 24 lipca 1984.
Pomiędzy państwa członkowskie podzielono 410 mandatów.
Na mocy porozumienia pomiędzy grupami liberałów i socjalistów przewodniczącym PE I kadencji była przez pierwsze 2,5 roku Simone Veil (do 14 stycznia 1982) i następnie Piet Dankert (od 15 stycznia 1984)
W Parlamencie Europejskim I kadencji powołano osiem frakcji politycznych:
- Partia Europejskich Socjalistów (SOC)
- Europejska Partia Ludowa (EPP)
- Europejscy Demokraci (ED)
- Grupa Sojuszu Komunistycznego (COM)
- Partia Europejskich Liberałów, Demokratów i Reformatorów (LD)
- Europejscy Progresywni Demokraci (EPD)
- Techniczna Grupa Niezależnych (CDI)
- Niezrzeszeni (NI)

## Deputowani według grup

### SOC
| Państwo         | Lista        | Posłowie | Liczba |
| --------------- | ------------ | --- | ------ |
| Belgia          | BSP          | Marcel Colla (do 1982), Karel Van Miert, Willy Vernimmen | 3      |
|                 | PS           | Fernand Delmotte (do 1982), Ernest Glinne, Anne-Marie Lizin, Lucien Radoux | 4      |
| Dania           | A            | Mette Groes (do 1980), Eva Gredal, Eggert Petersen (do 1980) | 3      |
|                 | F            | Finn Lynge | 1      |
| Francja         | SP           | Gisèle Charzat, Édith Cresson (do 1981), Jacques Delors (do 1981), Claude Estier (do 1981), Maurice Faure (do 1981), Yvette M. Fuillet, Françoise Gaspard (do 1981), Gérard Jaquet, Charles Josselin (do 1981), Charles-Emile Loo, Gilles Martinet (do 1981), Pierre Mauroy (do 1980), Jacques P. Moreau, Didier Motchane, Jean A. Oehler (do 1981), Daniel Percheron (do 1983), Edgard Edouard Pisani (do 1979 w partii), Yvette Roudy (do 1981), Georges Sarre (do 1981), Georges Sutra de Germa, Roger-Gérard Schwartzenberg (do 1983) | 23     |
| Grecja          | PASOK        | Joanis Charalambopulos (od 1.01.1981 do 18.10.1981), Asimakis Fotilas (od 1.01.1981 do 18.10.1981), Andonios Jeorjadis (od 1.01.1981 do 5.07.1982), Dimitrios Kulurianos (od 2.11.1981 do 9.11.1981), Janis Kutsocheras (od 1.01.1981 do 18.10.1981), Leonidas Lagakos (od 2.11.1981), Christos Markopulos (od 2.11.1981), Kaliopi Nikolau (od 2.11.1981), Konstandinos Nikolau (od 1.01.1981), Konstandina Pandazi (od 2.11.1981), Joanis Papandoniu (od 2.11.1981), Anastasios Peponis (od 1.01.1981 do 18.10.1981), Spiridon Plaskowitis (od 1.01.1981), Nikolaos Wjenopoulos (od 2.11.1981)                                                                              | 10     |
| Holandia        | PvdA         | Willem Albers, Robert Cohen, Pieter Dankert, Ien van den Heuvel, Annie Krouwel-Vlam, Johan van Minnen, Hemmo J. Muntingh, Anne Vondeling (do 1979), Eisso Woltjer | 9      |
| Irlandia        | Partia Pracy | Eileen Desmond (do 1981), Liam Kavanagh (do 1981), John O’Connell (do 1981), Michael O’Leary (do 1981 | 4      |
| Luksemburg      | LSAP         | Victor Abens | 1      |
| RFN             | SPD          | Rudi Arndt, Willy Brandt (do 1983), Ludwig Fellermaier, Katharina Focke, Bruno Friedrich, Volkmar Gabert, Klaus Hänsch, Karl W.H. Hauenschild (do 1980), Luise Herklotz, Magdalene Hoff, Jan Klinkenborg, Heinz Kühn, Erwin Lange, Erdmann Linde (do 1981), Rolf Linkohr, Eugen Loderer (do 1980), Hans Johannes Wilhelm Peters, Heinke Salisch, Rudolf F. Schieler, Dieter P.A. Schinzel, Gerhard Schmid, Heinz Schmitt (do 1980), Karl Schön, Horst Seefeld, Hans-Joachim Seeler, Lieselotte Seibel-Emmerling, Hellmut Sieglerschmidt, Heinz Oskar Vetter, Thomas von der Vring, Manfred W. Wagner, Gerd Walter, Beate Weber, Klaus H.W. Wettig, Heidemarie Wieczorek-Zeul | 35     |
| Włochy          | PSI          | Gaetano Arfé, Bettino Craxi (do 1983), Mario Dido, Vincenzo Gatto, Pietro Lezzi, Jiri Pelikan, Carlo Ripa di Meana, Giorgio Ruffolo (do 1983), Mario Zagari | 9      |
|                 | PSDI         | Antonio Cariglia, Mauro Ferri, Flavio Orlandi, Ruggero Puletti | 4      |
| Wielka Brytania | Partia Pracy | Gordon Adam, Richard Balfe, Roland Boyes, Janey Buchan, Richard Caborn, Barbara Castle, Ann Clwyd, Kenneth Collins, Derek Enright, Michael Gallagher, Winston James Griffiths, John Hume, Brian Key, Alfred Lomas, Thomas Megahy, Joyce Quin, Allan Rogers, Barry Seal | 18     |
| Razem           | Razem        | Razem | 124    |

### EPP
| Państwo    | Lista     | Posłowie | Liczba |
| ---------- | --------- | --- | ------ |
| Belgia     | CD&V      | Lambert V.J. Croux, Paul De Keersmaeker (do 16.12.1981), Jaak P.J. Henckens (do 7.09.1981), Leo C. Tindemans (do 16.12.1981), Marcel Albert Vandewiele, Joris B. Verhaegen (do 25.08.1981), Joannes J. Verroken | 7      |
|            | PSC       | Fernand H.J. Herman, Victor Michel (do 5.11.1982), Charles-Ferdinand Nothomb (do 18.05.1980) | 3      |
| Dania      | CD        | Erhard Jakobsen | 1      |
| Francja    | UDF       | Pierre Baudis, Francisque Collomb, Michel Debatisse (do 23.10.1979), André Diligent, Jean A.F. Lecanuet, Louise Moreau, Olivier Lefèvre d’Ormesson, Pierre Pflimlin, Jean Seitlinger, Maurice-René Simonnet | 9      |
| Grecja     | ND        | Leonidas Burnias (od 2.11.1981), Jeorjos Dalakuras (od 1.01.1981 do 18.10.1981), Janis Dimopulos (od 1.01.1981 do 18.10.1981), Dimitrios Frangos (od 1.01.1981 do 18.10.1981), Achilefs Jerokostopulos (od 2.11.1981), Konstandinos Gondikas (od 1.01.1981), Konstandinos Kalias (od 2.11.1981), Konstandinos Kalojanis (od 2.11.1981), Joanis Katsafados (od 1.01.1981 do 18.10.1981), Filotas Kazazis (od 2.11.1981), Spiridon Markozanis (od 1.01.1981 do 18.10.1981), Efstratios Papaefstratiu (od 1.01.1981), Michail Protopapadakis (od 2.11.1981), Ewangelos Susurojanis (od 1.01.1981 do 18.10.1981), Michail Wardakas (od 1.01.1981 do 18.10.1981), Temistoklis Wizas (od 1.01.1981 do 18.10.1981), Jeorjos Wojadzis (od 1.01.1981 do 18.10.1981), Nikos Zardinidis (od 1.01.1981 do 18.10.1981) | 8      |
|            | EDIK      | Joanis Zigdis (od 1.01.1981 do 18.10.1981) | 1      |
| Holandia   | CDA       | Bouke Beumer, Elise Boot, Frans G. van der Gun (do 31.12.1981), James L. Janssen van Raay, Sjouke Jonker, Hanja Maij-Weggen, Harry A.C.M. Notenboom, Jean J.M. Penders, Teun Tolman, Willem J. Vergeer | 10     |
| Irlandia   | Fine Gael | Mark Clinton, John Joseph McCartin, Tom G. O’Donnell, Richie Ryan | 4      |
| Luksemburg | CSV       | Fernand Boden (do 18.07.1979), Jacques Santer (do 18.07.1979), Jean Wolter (do 18.07.1979) | 3      |
| RFN        | CDU       | Jochen van Aerssen, Siegbert Alber, Philipp von Bismarck, Erik Bernhard Blumenfeld, Isidor W. Früh, Wilhelm F.T. Hahn, Kai-Uwe von Hassel, Wilhelm Helms, Hans Katzer, Egon A. Klepsch, Herbert W. Köhler (do 16.01.1981), Horst Langes, Gerd Ludwig Lemmer, Marlene Lenz, Rudolf Luster, Ernst Majonica, Kurt Malangré, Meinolf Mertens, Ernst Müller-Hermann, Franz-Josef Nordlohne (do 29.01.1981), Gero Pfennig, Hans-Gert Pöttering, Albert Pürsten (do 10.06.1980), Renate-Charlotte Rabbethge, Günter Rinsche, Bernhard Sälzer, Casimir J. Prinz zu Sayn-Wittgenstein-Berleburg (do 30.12.1983), Wolfgang Schall, Paul Schnitker, Konrad Schön, Hanna Walz, Kurt Wawrzik, Karl von Wogau | 34     |
|            | CSU       | Heinrich Aigner, Reinhold L. Bocklet, Ingo Friedrich, Karl Fuchs, Alfons Goppel, Otto von Habsburg, Hans August Lücker, Ursula Schleicher | 8      |
| Włochy     | DC        | Pietro Adonnino, Dario Antoniozzi, Giovanni Barbagli, Paolo Barbi, Giovanni Bersani, Maria Luisa Cassanmagnago Cerretti, Arnaldo Colleselli, Emilio Colombo (do 14.04.1980), Roberto Costanzo, Alfredo Diana, Renzo Eligio Filippi, Paola Gaiotti de Biase, Alberto Ghergo, Giovanni Giavazzi, Vincenzo Giummarra, Guido Gonella (do 19.08.1982), Silvio Lega, Giosuè Ligios, Salvatore Lima, Luigi Macario, Angelo Narducci (do 10.05.1984), Mario Pedini, Flaminio Piccoli, Mariano Rumor, Mario Sassano (do 1.01.1984), Giovanni Travaglini, Benigno Zaccagnini (do 27.11.1981), Ortensio Zecchino | 29     |
|            | SVP       | Joachim Dalsass | 1      |
| Razem      | Razem     | Razem | 117    |

### ED
| Państwo         | Lista                              | Posłowie | Liczba |
| --------------- | ---------------------------------- | --- | ------ |
| Dania           | C                                  | Kent S. Kirk, Poul Møller | 2      |
| Wielka Brytania | CP                                 | Neil Balfour, Robert Battersby, Peter Beazley, Nicholas Bethell, 4. baron Bethell, Beate Ann Brookes, Fred Catherwood, Richard Cottrell, John de Courcy Ling, David Curry, Ian Dalziel, Charles Wellesley, Lord Douro, Diana Elles, Adam Fergusson, Basil de Ferranti, Norvela Forster, Eric Forth, Harmar Harmar-Nicholls, David Harris, Gloria Hooper, William Hopper, Brian Hord, Paul Howell, Alasdair Hutton, Christopher Jackson, Robert Victor Jackson, Stanley Johnson, Edward Kellett-Bowman, Elaine Kellett-Bowman, John Leslie Marshall, James Moorhouse, Robert Moreland, Bill Newton Dunn, David Lancaster Nicolson, Tom Normanton, Charles Towneley Strachey, Lord O’Hagan, George Benjamin Patterson, Andrew Pearce, Henry Plumb, Derek Prag, Peter Price, Christopher Prout, James Provan, John Purvis, Brandon Rhys-Williams, Shelagh Roberts, James Scott-Hopkins, Madron Seligman, Alexander Sherlock, Richard Simmonds, Anthony Simpson, Tom Spencer, James Spicer, Jack Stewart-Clark, John Mark Taylor, Frederick Tuckman, Amédée Turner, Alan Tyrrell, Peter Vanneck, Frederick Warner, Michael Welsh | 60     |
|                 | Demokratyczna Partia Unionistyczna | John David Taylor | 1      |
| Razem           | Razem                              | Razem | 63     |

### COM
| Państwo | Lista            | Posłowie | Liczba |
| ------- | ---------------- | --- | ------ |
| Dania   | SF               | Bodil Boserup | 1      |
| Francja | PCF              | Gustave Ansart (do 27.09.1981), Louis Baillot, Félix Damette, Danielle De March-Ronco, Jacques Denis, Guy Fernandez, Georges Frischmann, Maxime Gremetz, Jacqueline Hoffmann, Emmanuel P.M. Maffre-Baugé, Georges Marchais, Maurice Martin, Sylvie Mayer, René-Emile Piquet, Henriette Poirier, Pierre-Benjamin Pranchère, Paul Vergès, Francis Wurtz | 18     |
|         | Unia Progresywna | Robert Chambeiron | 1      |
| Grecja  | KKE              | Dimitrios Adamu (od 2.11.1981), Alekos Alawanos (od 2.11.1981), Wasilis Efremidis (od 2.11.1981), Leonidas Kirkos (od 2.11.1981), Konstandinos Lules (od 1.01.1981 do 9.02.1981) | 4      |
| Włochy  | PCI              | Giorgio Amendola (do 5.06.1980), Carla Barbarella, Enrico Berlinguer (do 11.06.1984), Aldo Bonaccini, Umberto Cardia, Angelo Carossino, Domenico Ceravolo, Maria Lisa Cinciari Rodano, Francescopaolo D’Angelosante, Pancrazio De Pasquale, Guido Fanti, Bruno Ferrero, Carlo Alberto Galluzzi, Anselmo Gouthier, Nilde Iotti (do 19.07.1979), Silvio Leonardi, Giancarlo Pajetta, Giovanni Papapietro, Sergio Camillo Segre, Maria Fabrizia Baduel Glorioso, Tullia Carettoni Romagnoli, Felice Ippolito, Altiero Spinelli, Vera Squarcialupi | 24     |
| Razem   | Razem            | Razem | 48     |

### LD
| Państwo    | Lista                  | Posłowie | Liczba |
| ---------- | ---------------------- | --- | ------ |
| Belgia     | VLD                    | Willy C.E.H. De Clercq (do 16.12.1981), Herman F.G. Vanderpoorten (do 20.05.1980) | 2      |
|            | PRL                    | André RJ.MH.A. Damseaux, Jean Rey (do 10.07.1980) | 2      |
| Dania      | V                      | Niels Jørgen Haagerup, Jørgen Brøndlund Nielsen, Tove Nielsen | 3      |
| Holandia   | VVD                    | Cornelis Berkhouwer, Aart Geurtsen, Hendrik J. Louwes, Hans R. Nord | 4      |
| Irlandia   | Niezależna Fianna Fáil | Thomas Joseph Maher | 1      |
| Luksemburg | DP                     | Colette Flesch (do 22.11.980), Gaston Thorn (do 18.07.1979) | 2      |
| RFN        | FDP                    | Mechthild von Alemann, Martin Bangemann, Ulrich Irmer, Heinrich Jürgens | 4      |
| Francja    | UDF                    | Henri Caillavet, Corentin Calvez, Francis Combe (do 15.04.1982), Charles Delatte, Robert Delorozoy, Georges H. Donnez, Edgar Faure, Yves Galland, Simone M.M. Martin, Jean-François Pintat, Michel C. Poniatowski, Marie-Jane Pruvot, André Rossi, Victor Sablé, Christiane Scrivener, Simone Veil | 16     |
| Włochy     | PLI                    | Vincenzo Bettiza, Manlio Cecovini, Sergio Pininfarina | 3      |
|            | PRI                    | Susanna Agnelli (do 1.10.1981), Bruno Visentini (do 4.08.1983) | 2      |
| Razem      | Razem                  | Razem | 39     |

### EPD
| Państwo         | Lista | Posłowie | Liczba |
| --------------- | ----- | --- | ------ |
| Dania           | F     | Kai Nyborg | 1      |
| Francja         | RPR   | Vincent Ansquer, Hubert Jean Buchou (do 30.09.1980), Jacques Chirac (do 28.04.1980), Nicole Chouraqui (do 16.10.1980), Michel J.P. Debré (do 30.09.1980), Gustave Deleau, Marie-Madeleine Dienesch (do 30.09.1980), Maurice S.R.C. Druon (do 20.06.1980), Alain Y.M. Gillot (do 30.09.1980), Claude Labbé (do 9.07.1980), Christian de La Malène, Pierre Messmer (do 27.06.1980), Christian Poncelet (do 30.09.1980), Eugène L. Remilly, Louise Weiss (do 26.05.1983) | 15     |
| Irlandia        | FF    | Jerry Cronin (do 23.05.1984), Noel Michael Davern, Sile De Valera, Seán Flanagan, Patrick Joseph Lalor | 5      |
| Wielka Brytania | SNP   | Winnie Ewing | 1      |
| Razem           | Razem | Razem | 22     |

### CDI
| Państwo  | Lista                        | Posłowie                                                       | Liczba |
| -------- | ---------------------------- | -------------------------------------------------------------- | ------ |
| Belgia   | VU                           | Maurits Coppieters (do 11.02.1981)                             | 1      |
| Dania    | N                            | Jørgen Bøgh, Jens-Peter Bonde, Else Hammerich, Sven Skovmand   | 4      |
| Irlandia | Niezależna Fianna Fáil       | Neil Blaney                                                    | 1      |
| Włochy   | RI                           | Emma Bonino, Marco Pannella, Leonardo Sciascia (do 24.09.1979) | 3      |
|          | Demokracja Proletariatu      | Mario Capanna                                                  | 1      |
|          | Partia Jedności Proletariatu | Luciana Castellina                                             | 1      |
| Razem    | Razem                        | Razem                                                          | 11     |

### NI
| Państwo         | Lista                             | Posłowie                                                                  | Liczba |
| --------------- | --------------------------------- | ------------------------------------------------------------------------- | ------ |
| Belgia          | FDF-RW                            | Paul-Henry Gendebien, Antoinette Spaak                                    | 2      |
| Grecja          | Partia Progresywna                | Apostolos Papajeorju (od 2.11.1981 do 9.09.1982)                          | 1      |
|                 | Partia Demokratycznego Socjalizmu | Jangos Pesmazoglu (od 2.11.1981)                                          | 1      |
| Holandia        | D66                               | Suzanne Dekker (do 10.06.1981), Arie de Goede                             | 2      |
| Włochy          | MSI                               | Giorgio Almirante, Antonino Buttafuoco, Francesco Petronio, Pino Romualdi | 4      |
| Wielka Brytania | DUP                               | Ian Paisley                                                               | 1      |
| Razem           | Razem                             | Razem                                                                     | 11     |

## Zmiany w deputowanych I kadencji
Belgia
| - Marijke J.H. Van Hemeldonck (sp.a, od 30.01.1982) - Raymonde Dury (PS, od 30.03.1982) - Raphaël Chanterie (CD&V, od 31.01.1982) - Pol Marck (CD&V, od 7.09.1981) - Alphonsine Phlix (CD&V, od 17.12.1981) - Eric Van Rompuy (CD&V, od 28.08.1981) | - Paul Vankerkhoven (PSC, od 9.11.1982) - Pierre Deschamps (PSC, od 21.05.1980) - Jeanne Pauwelyn (VLD, od 17.12.1981) - Karel De Gucht (VLD, od 21.05.1980) - Luc Beyer de Ryke (PRL, od 11.07.1980) - Jaak Vandemeulebroucke (VU, od 12.02.1981) |

Dania
| - Eggert Petersen (A, od 9.10.1980) - Ove Fich (A, od 7.11.1978) |

Francja
| - Roger Fajardie (PS-PRG, od 17.06.1981) - Raymond Forni (PS-PRG, od 17.06.1981 do 10.09.1981) - Marie-Jacqueline Desouches (PS-PRG, od 11.09.1981) - Alain Bombard (PS-PRG, od 1.09.1981) - Gérard R.P. Fuchs (PS-PRG, od 17.06.1981) - Nicolas Alfonsi (PS-PRG, od 1.09.1981) - Henri Saby (PS-PRG, od 17.06.1981) - Pierre Lalumière (PS-PRG, od 23.11.1981) - Frédéric Jalton (PS-PRG, od 7.03.1980 do 14.09.1981) - Louis Eyraud (PS-PRG, od 15.09.1981) - Paule Duport (PS-PRG, od 1.11.1981) - Roland Marchesin (PS-PRG, od 1.01.1984) - Bernard Thareau (PS-PRG, od 17.06.1981) - Nicole Péry (PS-PRG, od 17.06.1981) - Pierre Bernard (PS-PRG, od 25.03.1983) - Dominique Bucchini (PCF, od 28.09.1981) - Pierre-Bernard Cousté (RPR, od 13.10. 1980) - Gérard Israël (RPR, od 18.05.1980) - François-Marie Geronimi (RPR, od 17.10.1980) - Marie-Madeleine Fourcade (RPR, od 13.10.1980 do 17.09.1981) - Xavier Deniau (RPR, od 18.09.1981 do 14.04.1983) | - Jacqueline Nebout (RPR, od 25.04.1983) - Jean de Lipkowski (RPR, od 13.10.1980 do 15.12.1981) - René A.L. Paulhan (RPR, od 16.12.1981 do 9.03.1983) - Marie-Claire Scamaroni (RPR, od 11.03.1983) - André Fanton (RPR, od 26.06.1980 do 16.04.1982) - André Bord (RPR, od 19.04.1982) - André Turcat (RPR, od 13.10.1980 do 17.09.1981) - Jean Méo (RPR, od 18.09.1981 do 30.09.1982) - Magdeleine Anglade (RPR, od 6.10.1982 do 18.11.1983) - Hector Riviérez (RPR, od 19.11.1983) - Jean-José Clément (RPR, od 11.07.1980 do 15.02.1982) - Jean Mouchel (RPR, od 16.02.1982 do 30.09.1983) - Hector Rolland (RPR, od 1.10.1983) - Maurice Doublet (RPR, od 1.07.1980 do 18.06.1981) - Michel Junot (RPR, od 19.06.1981 do 12.01.1983) - Roger Gauthier (RPR, od 13.01.1983) - Daniel J.E. Vié (RPR, od 13.10.1980) - Hughes Tatilon (RPR, od 27.05.1983 do 24.07.1983) - Gabriel Kaspereit (RPR, od 25.07.1983) - Jean-Thomas Nordmann (UDF, od 16.04.1982) |

Grecja
| - Kostas Kapos (KKE, od 9.02.1981 do 18.10.1981) - Ioannis Ziagas (PASOK, od 6.07.1982) - Emmanouil Poniridis (PASOK, od 24.11.1981 do 3.06.1983) | - Aristidis Ouzounidis (PASOK, od 9.06.1983) - Ilias Glikofridis (Partia Progresywna, od 17.09.1982 do 20.10.1982) - Georgios Alexiadis (Partia Progresywna, od 16.11.1982) |

Holandia
| - Joseph A. Mommersteeg (CDA, od 18.01.1982) - Phili J. Viehoff (PvdA, od 29.11.1979) - Doeke Eisma (D66, od 11.06.1981) |

Irlandia
| - Séamus Pattison (Labour, od 9.07.1981 do 15.12.1983) - Justin Keating (Labour, od 8.02.1984) - Seán Treacy (Labour, od 7.07.1981) - John Horgan (Labour, od 21.10.1981 do 1.01.1983) | - Brendan Halligan (Labour, od 2.03.1983) - Frank Cluskey (Labour, od 1.07.1981 do 14.12.1982) - Flor O’Mahony (Labour, od 2.03.1983) |

Luksemburg
| - Marc M.J.A. Fischbach (CSV, od 19.07.1979) - Jean Spautz (CSV, od 19.07.1979 do 4.03.1980) - Marcelle Lentz-Cornette (CSV, od 5.03.1980) - Nicolas Estgen (CSV, od 14.08.1979) | - René Mart (DP, od 26.11.1980) - Jean Hamilius (DP, od 19.07.1979 do 14.01.1982) - Charles Goerens (DP, od 15.02.1982) |

Niemcy (RFN)
| - Otmar Franz (CDU, od 30.01.1981) - Rudolf Wedekind (CDU, od 17.02.1981) - Elmar Brok (CDU, od 17.06.1980) - Axel N. Zarges (CDU, od 1.01.1984) - Hermann Heinemann (SPD, od 11.03.1983) | - Karl-Heinrich Mihr (SPD, od 16.01.1980) - Dieter Rogalla (SPD, od 30.09.1981) - Fritz Gautier (SPD, od 18.01.1980) - Helmut Martin Rieger (SPD, od 13.11.1980) |

Włochy
| - Antonio Del Duca (DC, od 16.04.1980) - Sergio Ercini (DC, od 9.09.1982) - Marcello Modiano (DC, od 23.07.1984) - Francesco Cosentino (DC, od 16.01.1984) - Carlo Stella (DC, od 5.01.1982) - Giuseppe Vitale (PCI, od 24.06.1980) | - Protogene Veronesi (PCI, od 26.07.1979) - Giorgio Strehler (PSI, od 26.09.1983) - Gaetano Cingari (PSI, od 3.10.1983) - Jas Gawronski (PRI, do 19.10.1981) - Mario Di Bartolomei (PRI, od 23.09.1983) - Maria Antonietta Macciocchi (RI, od 28.09.1979) |

## Przewodniczący grup
- SOC: Ernest Glinne
- EPP: Egon Klepsch
- ED: James Scott-Hopkins
- COM: Giorgio Amendola
- LD: Martin Bangemann
- EPD: Christian de La Malène
- CDI: Marco Pannella (współprzewodniczący), Neil Blaney (współprzewodniczący) i Jens-Peter Bonde (współprzewodniczący)

## Rozkład mandatów według państw i grup (na koniec kadencji)
| Grupa poselska Państwo członkowskie | SOC | EPP | ED | COM | LD | EPD | CDI | Niez. | Razem     |
| Belgia                              | 7   |     | 10 |     | 4  |     | 1   | 2     | 24        |
| Dania                               | 4   |     | 3  |     | 3  | 1   | 4   |       | 16        |
| Francja                             | 22  | 8   |    | 19  | 17 | 15  |     |       | 81        |
| Grecja                              | 7   |     |    | 1   |    |     |     | 16    | 24        |
| Holandia                            | 9   | 10  |    |     | 4  |     | 3   | 2     | 25        |
| Irlandia                            | 4   | 4   |    |     | 1  | 5   | 1   |       | 15        |
| Luksemburg                          | 1   | 3   |    |     | 1  |     |     |       | 6         |
| Niemcy                              | 35  | 42  |    |     | 4  |     |     |       | 81        |
| Wielka Brytania                     | 18  |     | 61 |     | 6  | 1   | 3   | 1     | 81        |
| Włochy                              | 13  | 30  |    | 24  | 5  | 10  | 5   | 4     | 81        |
| Unia Europejska                     | 124 | 117 | 63 | 48  | 39 | 22  | 11  | 11    | 410 (434) |